# Alfa ravan
Alfa ravan (alfa naborana ravan ili polarna naborana ravan) je hipotetička sekundarna struktura proteina, koji su predložili Lajnus Poling i Robert Kori 1951. Patern vodoničnog vezivanja u alfa ravni je sličan sa paternom beta ravni, ali je orijentacija karbonilnih i amino grupa u peptidnim jedinicama osobena; sve karbonilne grupe se orijentisane u istom smeru, i sve amino grupe u suprotnom smeru ravni. Stoga alfa ravan poseduje inherentno razdvajanje elektrostatičkog naelektrisanja, pri čemu jedna ivica ravni izlaže negativno naelektrisane karbonilne grupe, a suprotna ivica pozitivno naelektrisane amino grupe. Za razliku od alfa heliksa i beta ravni, za konfiguraciju alfa ravni nije neophodno da svi aminokiselinski ostaci leže unutar istog regiona diedralnih uglova; umesto toga, alfa ravan sadrži ostatke sa naizmeničnim diedralnim uglovima tradicionalnih desnorukih i levorukih heliksinih regiona Ramačandranovog prostora.
Mada se alfa ravan veoma retko sreće u prirodnim proteinskim strukturama, postoje spekulacije po kojima ona učestvuje u amiloidnoj bolesti. Primenom molekulsko dinamičkih simulacija je utvrđeno da je alfa ravan jedna od stabilnih formi amiloidogenih proteina. Ona je takođe nađena među kristalografskim strukturama dezajniranih peptida.